# Liste der Biografien/Tow
Liste der Biografien |
Portal Biografien |
Personensuche
# |
A |
B |
C |
D |
E |
F |
G |
H |
I |
J |
K |
L |
M |
N |
O |
P |
Q |
R |
S |
T |
U |
V |
W |
X |
Y |
Z |
?
 
Ta |
Tc |
Te |
Tf |
Tg |
Th |
Ti |
Tj |
Tk |
Tl |
Tm |
To |
Tq |
Tr |
Ts |
Tu |
Tv |
Tw |
Tx |
Ty |
Tz
 
Toa |
Tob |
Toc |
Tod |
Toe |
Tof |
Tog |
Toh |
Toi |
Toj |
Tok |
Tol |
Tom |
Ton |
Too |
Top |
Toq |
Tor |
Tos |
Tot |
Tou |
Tov |
Tow |
Tox |
Toy |
Toz
Die Liste der Biografien führt alle Personen auf, die in der deutschsprachigen Wikipedia einen Artikel haben. Dieses ist eine Teilliste mit 157 Einträgen von Personen, deren Namen mit den Buchstaben „Tow“ beginnt.

## Tow

### Towa
- Towa, Marcien (1931–2014), kamerunischer Philosoph und Schriftsteller
- Towarek, Rudolf (1885–1959), österreichischer Generalmajor und Kommandant der Theresianischen Militärakademie
- Towarnowa, Olga Alexandrowna (* 1985), russische Sprinterin

### Towe
- Towe, Harry Lancaster (1898–1991), US-amerikanischer Politiker
- Töwe, Marten (* 1983), deutscher American-Football-Spieler
- Töwe, Max (1871–1932), deutscher Physiker und Unternehmer
- Toweel, Vic (1928–2008), südafrikanischer Box-Weltmeister im Bantamgewicht
- Toweel, Willie (1934–2017), südafrikanischer Boxer
- Towell, David (1937–2003), US-amerikanischer Politiker
- Towell, Larry (* 1953), kanadischer Fotograf
- Tower, Beauchamp (1845–1904), englischer Erfinder und Ingenieur
- Tower, Charlemagne, Jr. (1848–1923), US-amerikanischer Unternehmer und Diplomat
- Tower, Eddie (1899–1956), belgischer Jazzmusiker, Bandleader und Komponist
- Tower, Harold (1911–1994), US-amerikanischer Ruderer
- Tower, Joan (* 1938), US-amerikanische Komponistin, Pianistin und Dirigentin
- Tower, John (1925–1991), US-amerikanischer Politiker
- Tower, Reginald Thomas (1860–1939), britischer Diplomat, Botschafter in Mexiko (1906–1911) und Hoher Kommissar in der Freien Stadt Danzig (1919–1920)
- Towers, Alice (* 2002), britische Radsportlerin
- Towers, Brian, britischer Jazzmusiker (Posaune, auch Gesang)
- Towers, Constance (* 1933), US-amerikanische Schauspielerin und SängerinConstance Towers (* 1933)

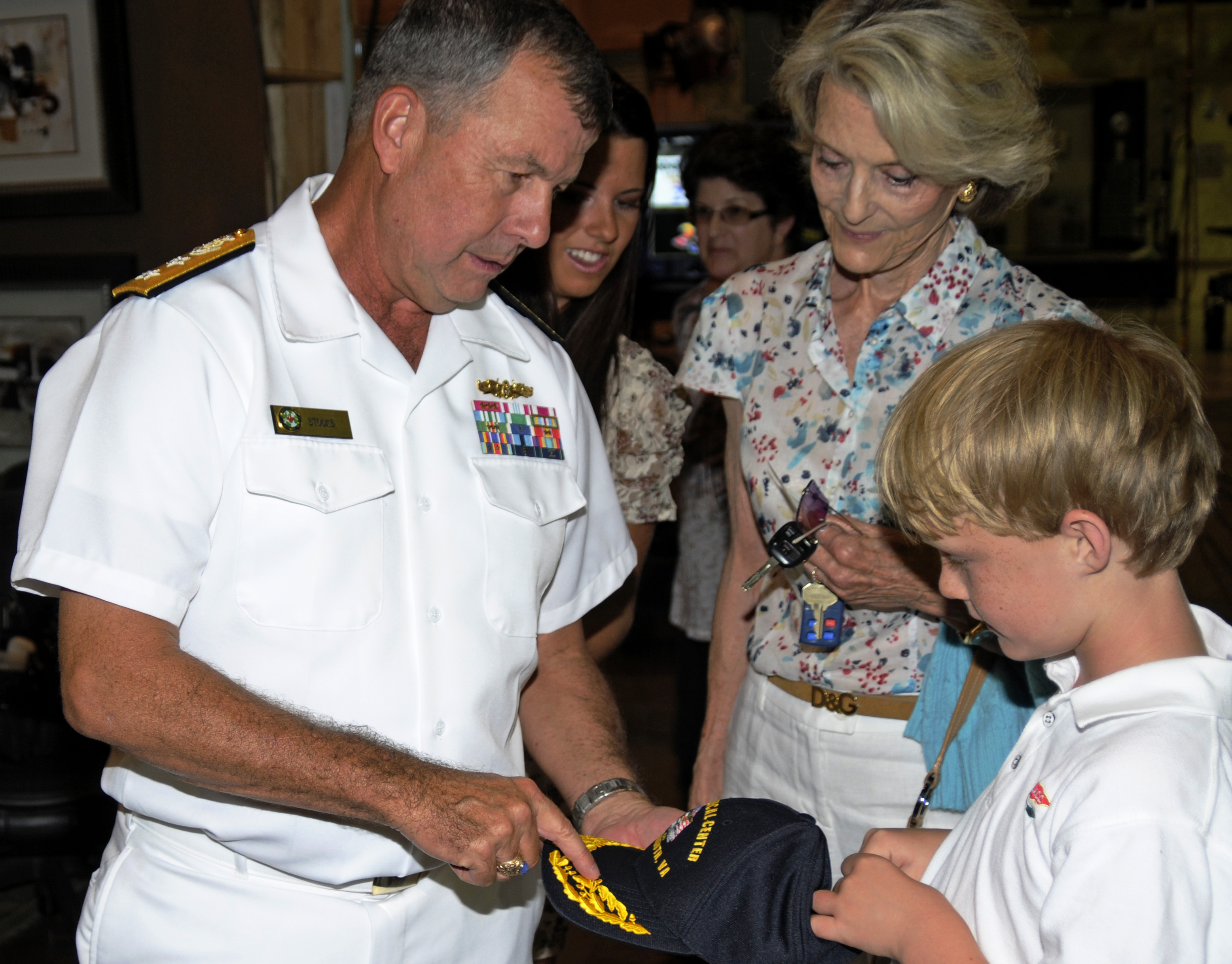
Constance Towers (* 1933)

- Towers, Frank (1917–2016), US-amerikanischer Offizier
- Towers, Gordon (1919–1999), kanadischer Politiker
- Towers, Harry Alan (1920–2009), englischer Filmproduzent und Drehbuchautor
- Towers, John Henry (1885–1955), Admiral der US Navy
- Towers, John T. (1811–1857), US-amerikanischer Politiker
- Towers, Julie (* 1976), australische Hockeyspielerin
- Towers, Lee (* 1946), niederländischer Sänger
- Towers, Liddle (1936–1976), britischer Mann, Opfer von Polizeigewalt
- Towers, Myke (* 1994), puerto-ricanischer Rapper
- Towey, Frank W. (1895–1979), US-amerikanischer Politiker

### Towf
- Towfeq, Ahmad Khaled (1962–2018), ägyptischer Autor
- Towfigh, Emanuel V. (* 1978), deutscher Rechtswissenschaftler und Professor für Öffentliches Recht und Rechtstheorie
- Towfighi, Jaffar (* 1956), iranischer Chemie-Ingenieur, Hochschullehrer und Politiker

### Towi
- Towiański, Andrzej (1799–1878), polnischer messianischer Philosoph, Religionsreformer und Anführer der Towiański-Sekte

### Towl
- Towle, Charlotte (1896–1966), US-amerikanische Sozialarbeiterin und Hochschullehrerin
- Towle, Nia, britische Schauspielerin
- Towler, Diane (* 1946), britische Eiskunstläuferin
- Towler, Harley (* 1992), englischer Badmintonspieler
- Towles, Amor (* 1964), US-amerikanischer RomanautorAmor Towles (* 1964)

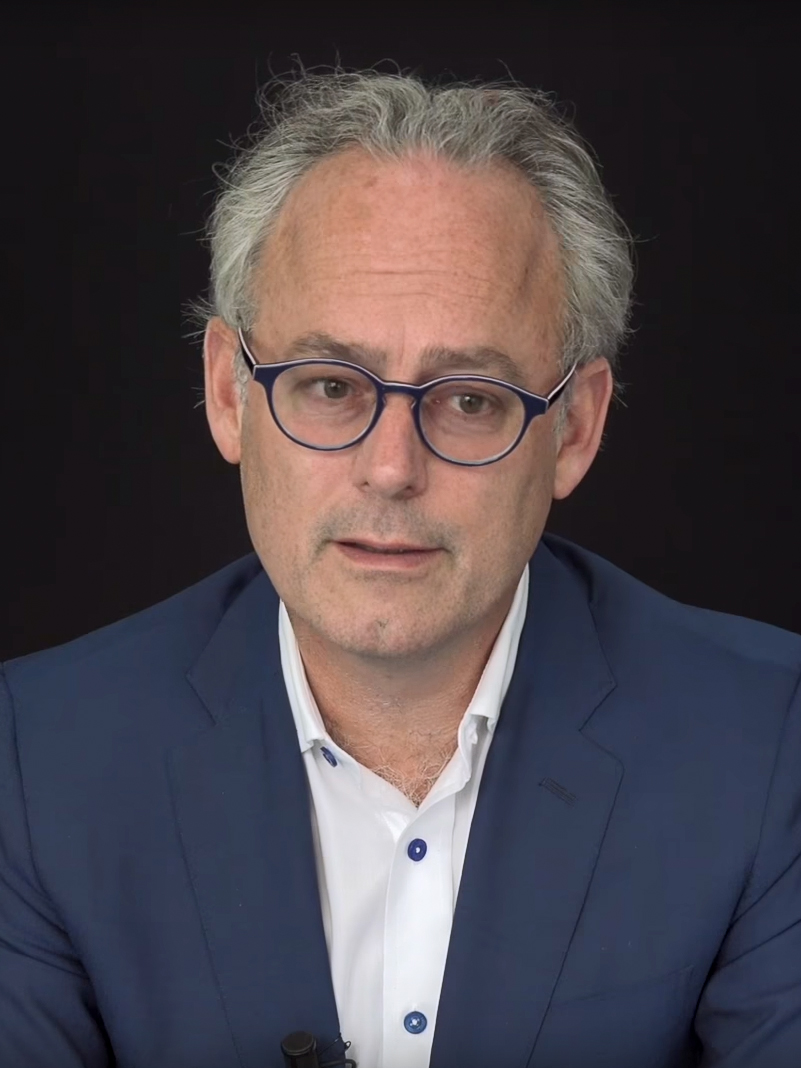
Amor Towles (* 1964)

- Towles, Nat (1905–1963), US-amerikanischer Jazzbassist und Bandleader
- Towles, Tom (1950–2015), amerikanischer Schauspieler

### Towm
- Towmassjan, Andrei Jegiasarowitsch (1942–2014), sowjetisch-russischer Jazztrompeter

### Town
- Town, Harold (1924–1990), kanadischer Maler und Grafiker
- Town, Ithiel (1784–1844), US-amerikanischer Architekt
- Town, Phil (* 1948), US-amerikanischer Investor und Buchautor
- Towne, Charles (1763–1840), britischer Maler
- Towne, Charles Arnette (1858–1928), US-amerikanischer Politiker
- Towne, Francis († 1816), englischer Landschaftsmaler
- Towne, Jocelyn (* 1976), US-amerikanische Schauspielerin, Produzentin und Regisseurin
- Towne, Katharine (* 1978), US-amerikanische Schauspielerin
- Towne, Robert (1934–2024), US-amerikanischer Drehbuchautor, Schauspieler und Regisseur
- Townend, Gertrude (1873–1959), englisch-britische Krankenschwester und Suffragette
- Townend, Stuart (1909–2002), britischer Leichtathlet, Offizier und Schulleiter
- Towner, Horace Mann (1855–1937), US-amerikanischer Politiker
- Towner, Ian (* 1940), britischer Kernphysiker
- Towner, Ralph (* 1940), US-amerikanischer Jazz-GitarristRalph Towner (* 1940)

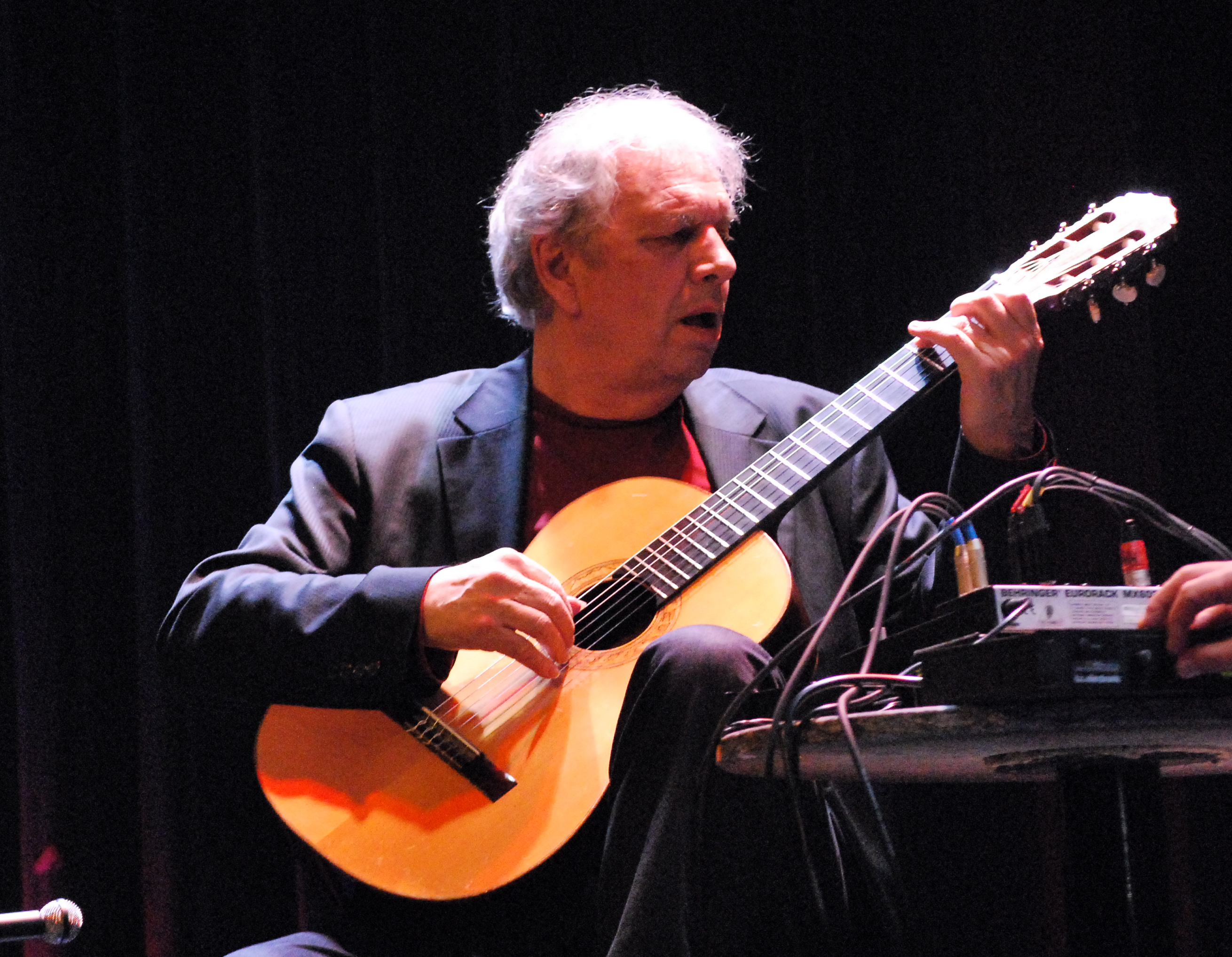
Ralph Towner (* 1940)

- Townes, Charles Hard (1915–2015), US-amerikanischer Physiker und Nobelpreisträger
- Townes, Harry (1914–2001), US-amerikanischer Schauspieler und Pfarrer
- Townley, Jimmy (1902–1983), englischer Fußballspieler und -trainer
- Townley, Sidney Dean (1867–1946), US-amerikanischer Astronom und Seismologe
- Townley, Walter Beaupré (1863–1945), britischer Botschafter
- Townley, William (1866–1950), englischer Fußballspieler und Fußballtrainer
- Towns, Colin (* 1948), englischer Komponist, Arrangeur, Bandleader, Jazzpianist und Musikproduzent
- Towns, Ed (* 1934), US-amerikanischer Politiker (Demokratische Partei)
- Towns, Forrest (1914–1991), US-amerikanischer Hürdenläufer
- Towns, George (1801–1854), US-amerikanischer Politiker
- Towns, Karl-Anthony (* 1995), dominikanischer BasketballspielerKarl-Anthony Towns (* 1995)

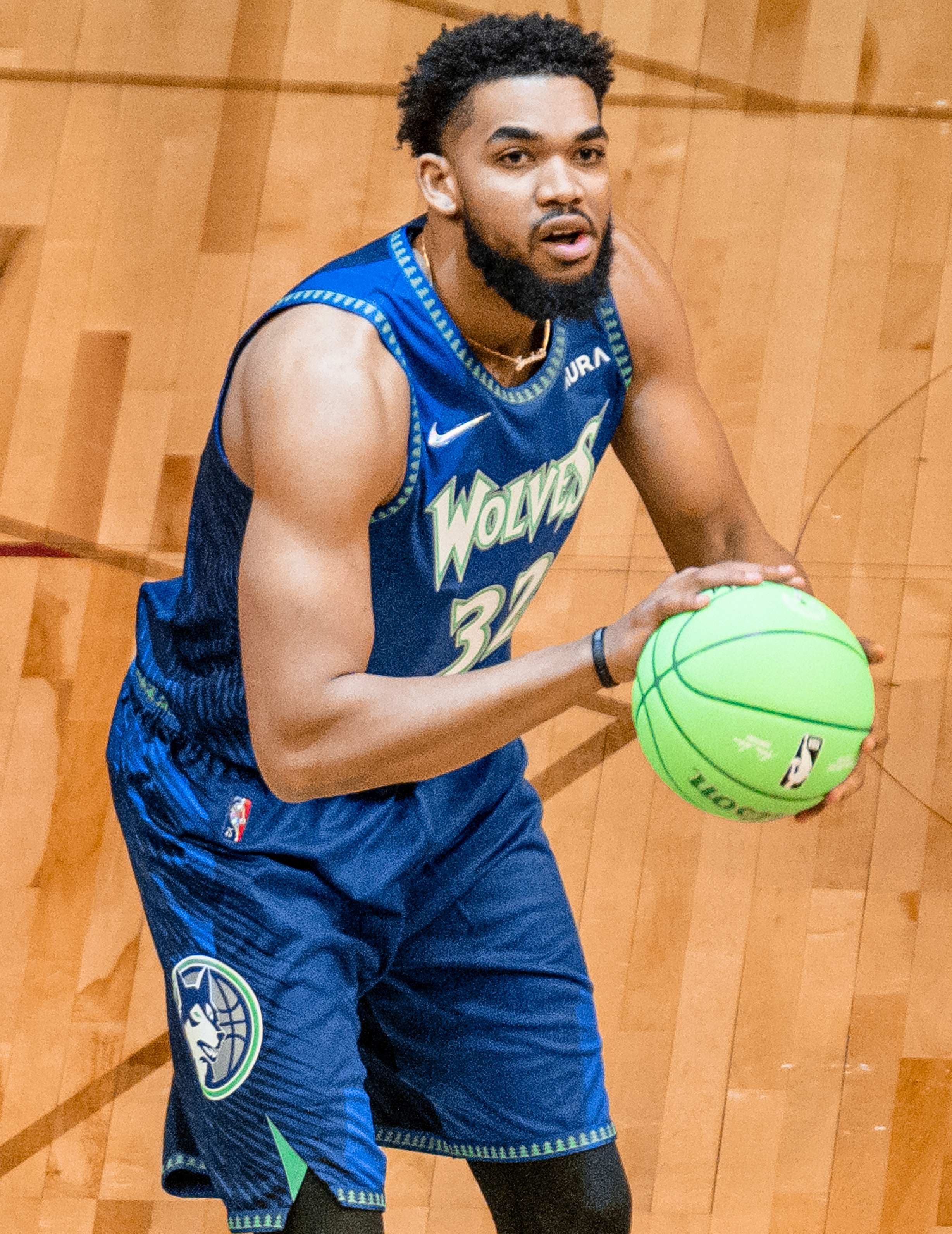
Karl-Anthony Towns (* 1995)

- Towns, William (1936–1993), britischer Autodesigner
- Townsend Warner, Sylvia (1893–1978), britische Schriftstellerin und Musikwissenschaftlerin
- Townsend, Addy (* 1997), kanadische Mittelstreckenläuferin
- Townsend, Alain, Immunologe
- Townsend, Amos (1821–1895), US-amerikanischer Politiker der Republikanischen Partei
- Townsend, Andros (* 1991), englischer Fußballspieler
- Townsend, Andy (* 1963), irischer Fußballspieler
- Townsend, Bertha (1869–1909), US-amerikanische Tennisspielerin
- Townsend, Brian (* 1982), US-amerikanischer Pokerspieler
- Townsend, Bross (1933–2003), US-amerikanischer Blues- und Jazzmusiker
- Townsend, Charles (1834–1900), US-amerikanischer Offizier, Jurist und Politiker
- Townsend, Charles, US-amerikanisches Justizopfer
- Townsend, Charles Champlain (1841–1910), US-amerikanischer Politiker
- Townsend, Charles E. (1856–1924), US-amerikanischer Politiker
- Townsend, Charles N. III, US-amerikanischer Schauspieler
- Townsend, Christopher, britischer Filmtechniker für visuelle Effekte
- Townsend, Colin R. (* 1949), neuseeländischer Biologe und Ökologe
- Townsend, Colleen (* 1928), US-amerikanische Schauspielerin und Autorin
- Townsend, Conor (* 1993), englischer Fußballspieler
- Townsend, Darian (* 1984), südafrikanischer Schwimmer
- Townsend, David (* 1955), britischer Ruderer
- Townsend, Devin (* 1972), kanadischer Sänger und GitarristDevin Townsend (* 1972)

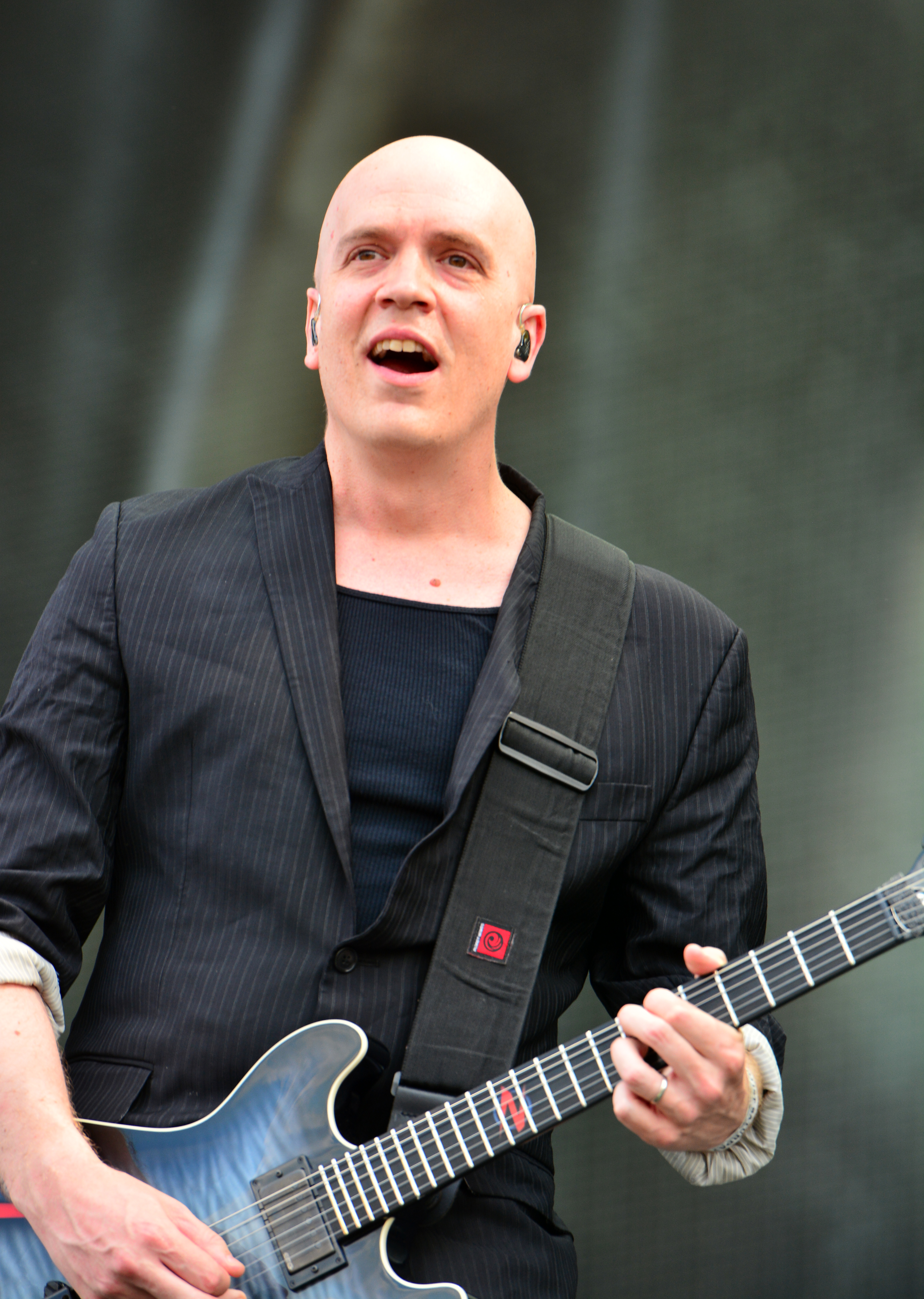
Devin Townsend (* 1972)

- Townsend, Dwight (1826–1899), US-amerikanischer Politiker
- Townsend, Ed (1929–2003), US-amerikanischer R&B-Sänger und Songwriter
- Townsend, Edmond (1845–1917), englischer Generalarzt
- Townsend, Edward W. (1855–1942), US-amerikanischer Politiker
- Townsend, Fitzhugh (1872–1906), US-amerikanischer Fechter
- Townsend, Fleur, neuseeländische Squashspielerin
- Townsend, Gabriel, englischer Cembalobauer
- Townsend, George (1769–1844), US-amerikanischer Politiker
- Townsend, Graham (1942–1998), kanadischer Folkmusiker (Fiddle, Mandoline, Piano, Komposition)
- Townsend, Gregor (* 1973), schottischer Rugby-Union-Spieler
- Townsend, Henry (1909–2006), US-amerikanischer Blues-Musiker
- Townsend, Hosea (1840–1909), US-amerikanischer Politiker
- Townsend, Jeffrey (* 1954), US-amerikanischer Filmarchitekt, Regisseur und Drehbuchautor
- Townsend, Jill (* 1945), US-amerikanische Schauspielerin und Journalistin
- Townsend, John G. (1871–1964), US-amerikanischer Politiker
- Townsend, John Sealy (1868–1957), britischer Physiker
- Townsend, Joseph (1739–1816), britischer Geologe, Arzt und Priester
- Townsend, Kathleen Kennedy (* 1951), US-amerikanische PolitikerinKathleen Kennedy Townsend (* 1951)

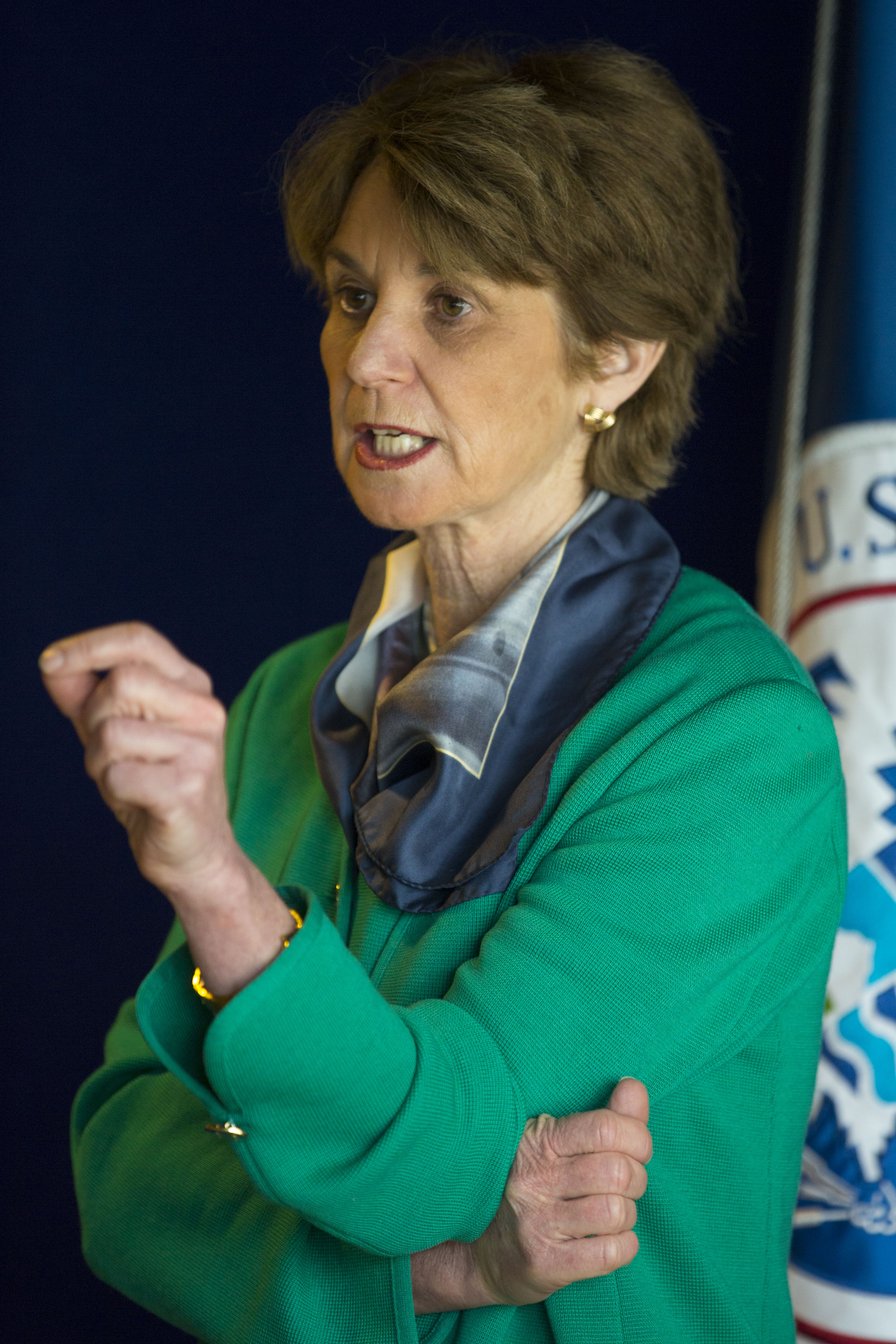
Kathleen Kennedy Townsend (* 1951)

- Townsend, Katy (* 1987), schottische Schauspielerin
- Townsend, Lane, US-amerikanischer Schauspieler
- Townsend, Larry (1930–2008), US-amerikanischer Autor (Sachbücher, Romane) mit Schwerpunkt BDSM
- Townsend, M. Clifford (1884–1954), amerikanischer Politiker, Gouverneur von Indiana
- Townsend, Marjorie (1930–2015), US-amerikanische Raumfahrtingenieurin
- Townsend, Martin I. (1810–1903), US-amerikanischer Jurist und Politiker
- Townsend, Michael (1908–1984), englischer Admiral
- Townsend, Najarra (* 1989), US-amerikanische Schauspielerin
- Townsend, Paul, britischer Physiker
- Townsend, Peter (1914–1995), britischer Jagdflieger und Schriftsteller
- Townsend, Peter (1928–2009), britischer Sozialwissenschaftler
- Townsend, Robert (* 1957), US-amerikanischer Schauspieler und Filmregisseur
- Townsend, Rory (* 1995), irischer Radrennfahrer
- Townsend, Ryan (* 1985), australischer Fußballspieler
- Townsend, Sam (* 1985), britischer Ruderer
- Townsend, Stephen J. (* 1959), US-amerikanischer General
- Townsend, Stuart (* 1972), irischer SchauspielerStuart Townsend (* 1972)

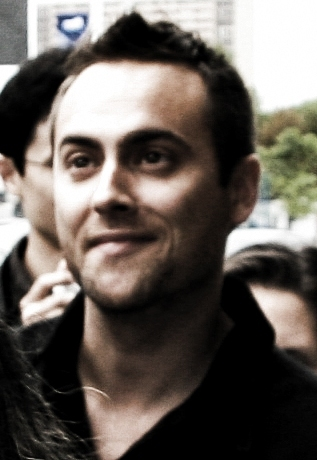
Stuart Townsend (* 1972)

- Townsend, Sue (1946–2014), britische Schriftstellerin
- Townsend, Susannah (* 1989), britische Feldhockeyspielerin
- Townsend, Taylor (* 1996), US-amerikanische TennisspielerinTaylor Townsend (* 1996)

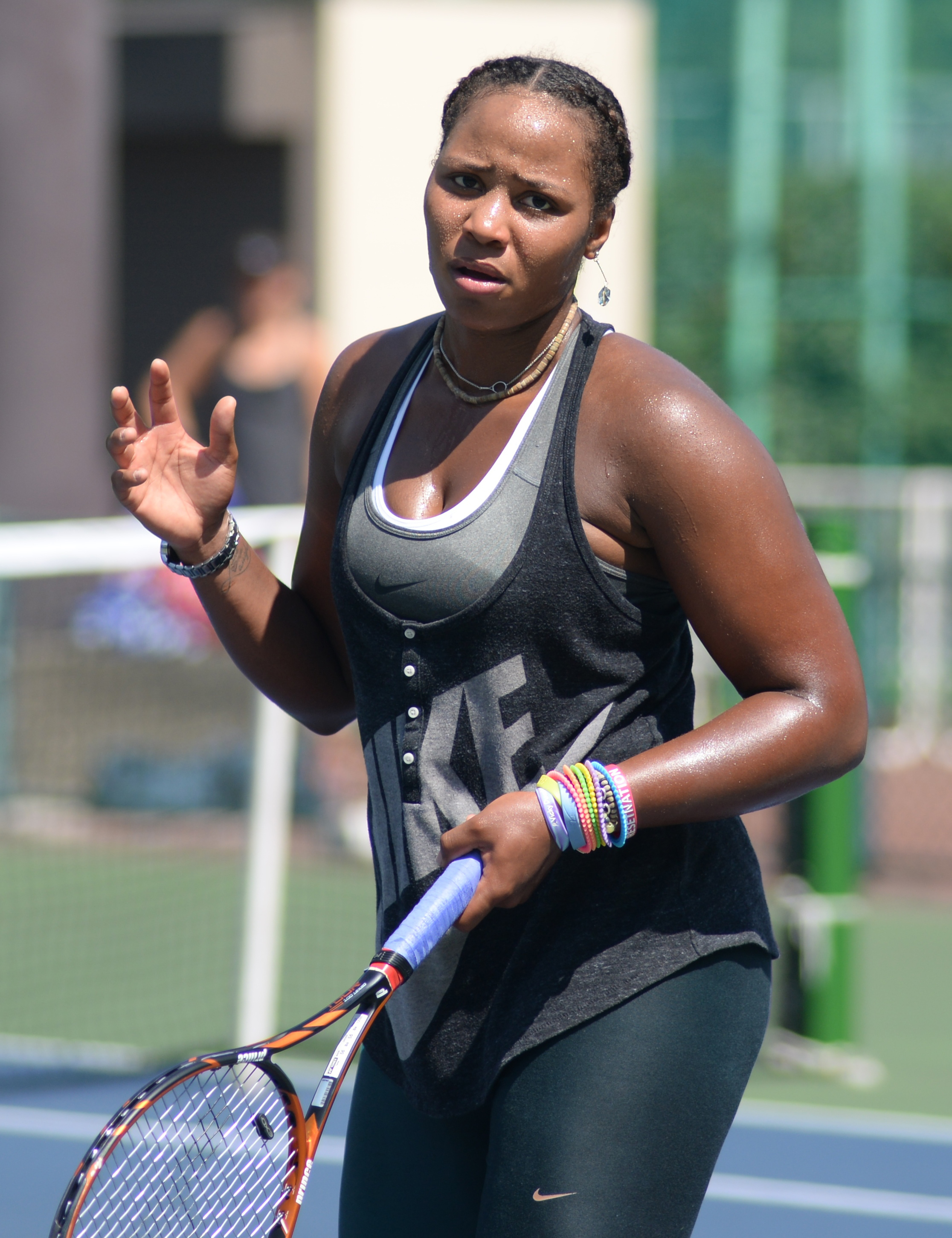
Taylor Townsend (* 1996)

- Townsend, Washington (1813–1894), US-amerikanischer Politiker
- Townsend, William (1821–1882), australischer Politiker, Abgeordneter und Minister
- Townsend, William Cameron (1896–1982), US-amerikanischer Bibelübersetzer
- Townsend, William Richard (1870–1917), britischer Jurist in den Kolonien
- Townshend, Aurelian, englischer Dichter
- Townshend, Caroline (1878–1944), britische Glasmalerin des Arts and Crafts Movements
- Townshend, Caroline, 1. Baroness Greenwich (1717–1794), britische Adlige
- Townshend, Charles (1725–1767), britischer Aristokrat und Politiker
- Townshend, Charles (1861–1924), britischer Offizier und Politiker, Mitglied des House of Commons
- Townshend, Charles, 1. Baron Bayning (1728–1810), britischer Peer und Politiker
- Townshend, Charles, 2. Viscount Townshend (1674–1738), britischer Politiker der Whig-Partei
- Townshend, Charles, 3. Viscount Townshend (1700–1764), britischer Politiker der Whig-Partei
- Townshend, George (1876–1957), irisch-amerikanischer Geistlicher
- Townshend, George, 1. Marquess Townshend (1724–1807), britischer Adliger und Offizier
- Townshend, George, 2. Marquess Townshend (1755–1811), britischer Adliger und Politiker
- Townshend, George, 3. Marquess Townshend (1778–1855), britischer Adliger
- Townshend, George, 7. Marquess Townshend (1916–2010), britischer Peer und Unternehmer
- Townshend, Graeme (* 1965), jamaikanischer Eishockeyspieler und -trainer
- Townshend, Horatio, 1. Viscount Townshend († 1687), britischer Politiker der Whig-Partei
- Townshend, Micah (1749–1832), US-amerikanischer Politiker und Richter
- Townshend, Norton Strange (1815–1895), US-amerikanischer Politiker der Demokratischen Partei
- Townshend, Pete (* 1945), britischer MusikerPete Townshend (* 1945)

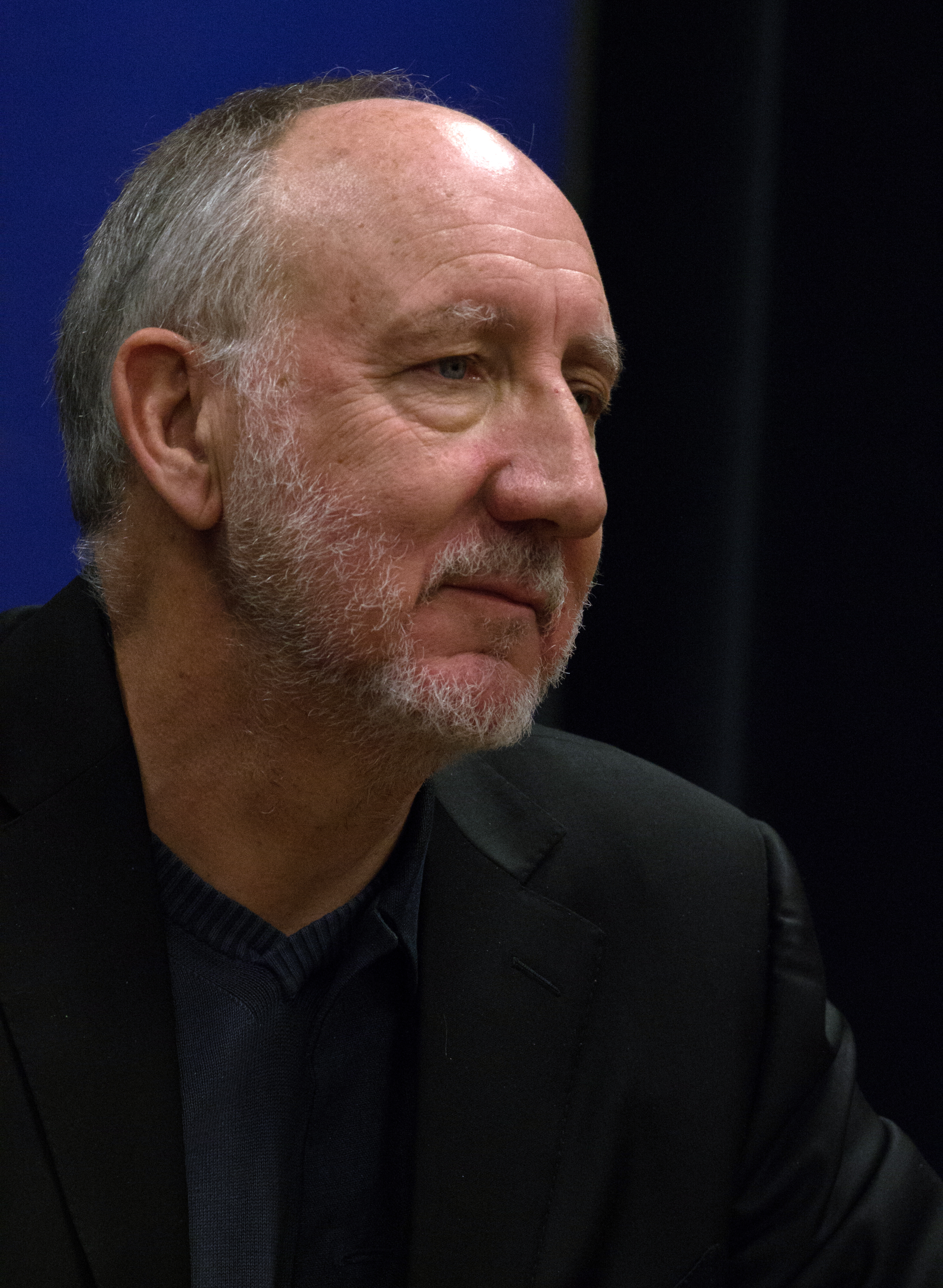
Pete Townshend (* 1945)

- Townshend, Richard W. (1840–1889), US-amerikanischer Politiker
- Townshend, Simon (* 1960), britischer Gitarrist, Sänger und Songwriter
- Townshend, Thomas, 1. Viscount Sydney (1733–1800), britischer Innenminister und Namensgeber für Sydney
- Townsley, Clarence Page (1855–1926), US-amerikanischer Militär, General der US Army

### Tows
- Towse, Ruth (* 1943), britische Wirtschaftswissenschaftlerin und Hochschullehrerin
- Towska, Lilly (1901–1995), deutsche Schauspielerin
- Towstucha, Iwan Pawlowitsch (1889–1935), Sekretär Stalins (1918–1935)

### Towt
- Towtschenik, Iwan (* 1999), kasachischer Stabhochspringer